# Langdolmen 2 auf Bogø

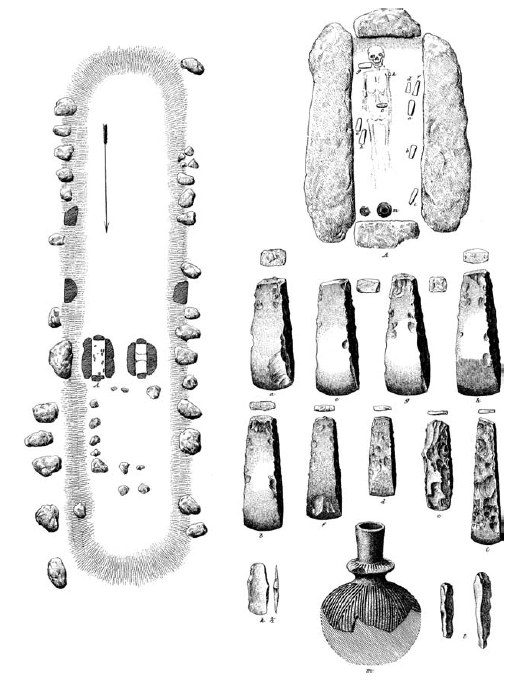
Dolmen auf Bogø
gezeichnet von A. P. Madsen

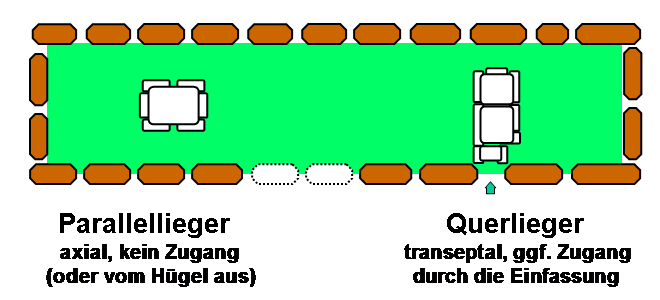
Parallel- und Querlieger

Der Langdolmen 2 auf Bogø (dänisch Langdysse på Bogø) wurde 1896 von Andreas Peter Madsen (1822–1911) gezeichnet. Der Dolmen liegt im Westen der Insel Bogø in Dänemark. Er entstand zwischen 3500 und 2800 v. Chr. als Megalithanlage der Trichterbecherkultur (TBK).

## Beschreibung
Der Nord-Süd orientierte Langhügel mit runden Enden hat etwa die Hälfte seiner Randsteine eingebüßt, insbesondere an den verrundeten Schmalseiten. Lediglich drei Steine befinden sich in situ, die restlichen sind nach außen verkippt. Etwa mittig liegen parallel zur Längsachse und zueinander (was sehr selten ist) zwei Urdolmen ohne Deckstein. Sie bestehen aus langen Felsblöcken an den LängS- und kurzen an den Schmalseiten. Die geraderen Flächen weisen nach innen.
In der östlichen Kammer wurden Funde gemacht. Der Tote lag auf dem Rücken (was selten ist) und war von den Grabbeigaben umgeben. Darunter waren neue Beile, drei Werkzeuge aus Feuerstein und Teile einer Kragenflasche.

## Kontext
Insgesamt sind 119 Großsteingräber aus der Jungsteinzeit auf den nur 231 km² großen Inseln Møn und Bogø bekannt. 38 davon wurden bewahrt und geschützt. 17 sind Dolmen der Trichterbecherkultur (TBK) die zwischen 3500 und 2800 v. Chr. entstanden.